# East Tuddenham
East Tuddenham est une paroisse civile et un village du Norfolk, en Angleterre.